# 南哈欽森島 (佛羅里達州)
南哈欽森島（英語：Hutchinson Island South）是位於美國佛羅里達州聖盧西亞縣的一個人口普查指定地區。

## 地理
南哈欽森島的座標為27°17′11″N 80°13′14″W / 27.28639°N 80.22056°W，而該地最高點為海拔高度0米（即0英尺）。

## 人口
根據2010年美國人口普查的數據，南哈欽森島的面積為124.50平方千米，當中陸地面積為11.70平方千米，而水域面積為112.80平方千米。當地共有人口5201人，而人口密度為每平方千米41人。